# Autographa excelsa
Autographa excelsa is een vlinder uit de familie uilen (Noctuidae). De wetenschappelijke naam is voor het eerst geldig gepubliceerd in 1862 door Kretschmar.
De soort komt voor in Europa.